# The Bonanza King
The Bonanza King è un cortometraggio muto del 1911 scritto e diretto da Horace Vinton.

## Produzione
Il film fu prodotto dall'American Film Manufacturing Company.

## Distribuzione
Distribuito dalla Motion Picture Distributors and Sales Company, il film - un cortometraggio in una bobina - uscì nelle sale cinematografiche USA il 19 gennaio 1911.